# Хомер (Илиноис)
Хомер (енгл. Homer) град је у америчкој савезној држави Илиноис.

## Демографија
По попису из 2010. године број становника је 1.193, што је 7 (-0,6%) становника мање него 2000. године.
| Група             | 2000.         | 2010.         |
| Белци             | 1.183 (98,6%) | 1.156 (96,9%) |
| Афроамериканци    | 1 (0,1%)      | 2 (0,2%)      |
| Азијати           | 6 (0,5%)      | 8 (0,7%)      |
| Хиспаноамериканци | 3 (0,3%)      | 15 (1,3%)     |
| Укупно            | 1.200         | 1.193         |